# Burj Haidar
Koordinaten: 36° 21′ 0″ N, 36° 54′ 0″ O
Burj Haidar (auch Burǧ Ḥeidar, Borj Haidar, Burj Haydar, in der Antike Kapropera, arabisch برج حيدر, DMG Burǧ Ḥaydar) war eine frühbyzantinische Siedlung im Gebiet der Toten Städte im Nordwesten von Syrien. Die Ruinen  mehrerer Kirchen und Wohngebäude aus dem 4. bis 7. Jahrhundert liegen innerhalb des heutigen Dorfes.

## Lage

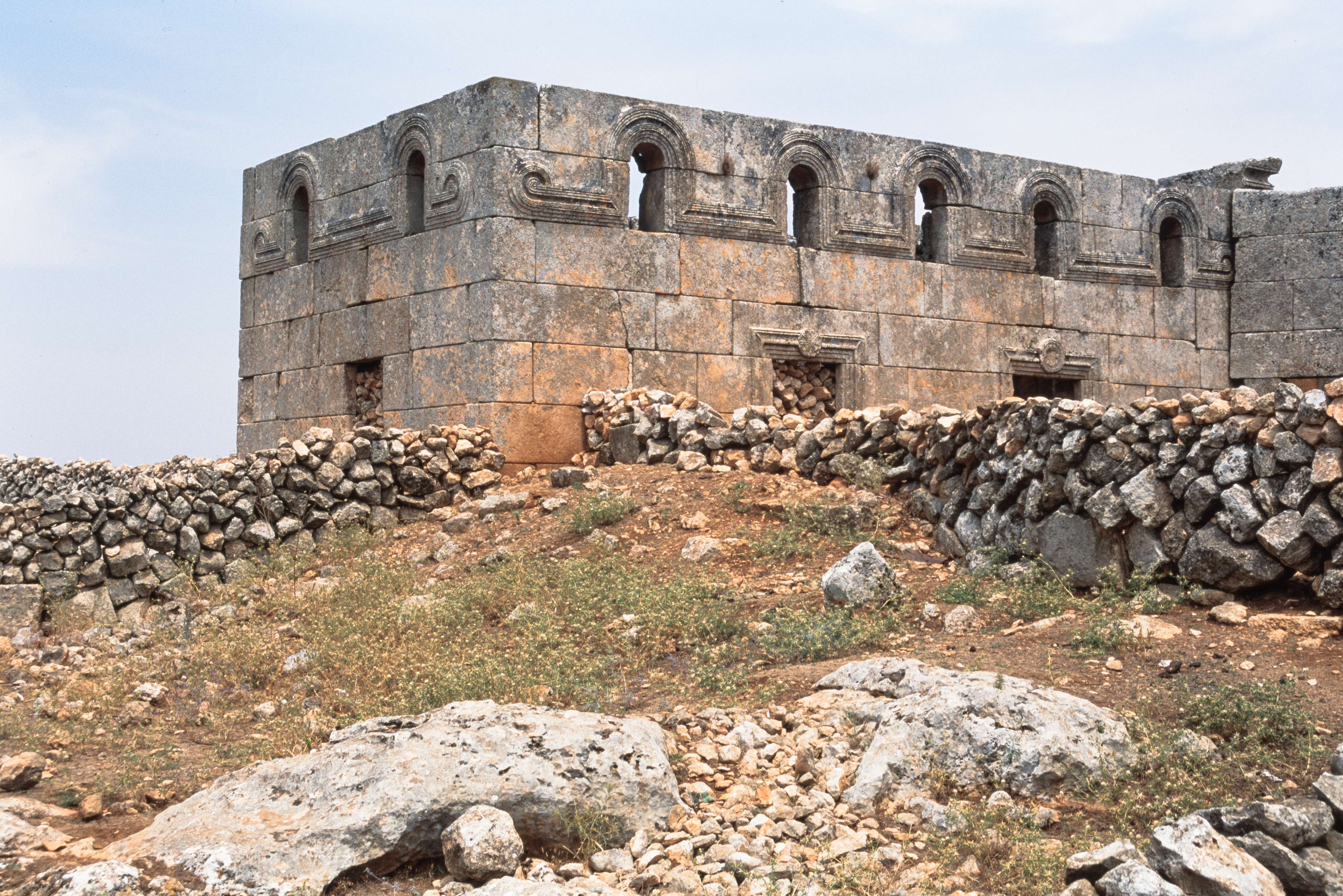
Kleine Kirche von Südwesten, 1995

Burj Haidar liegt im Gouvernement Aleppo, etwa 25 Kilometer Luftlinie nordwestlich von Aleppo auf 582 Meter Höhe im westlichen Bereich des Dschebel Siman. Das verkarstete Hügelgebiet ist ein Teil des nordsyrischen Kalksteinmassivs. Der Ort ist über das an der Hauptstrecke von Aleppo nach Afrin gelegene Deir Seman erreichbar. Von hier führt eine Nebenstraße zehn Kilometer nach Osten in die Berge. In der Umgebung sind Reste von weiteren, in frühbyzantinischer Zeit besiedelten Orten erhalten: Die Ruine jeweils einer Kirche steht in Basufan, drei Kilometer westlich und in Kharab Shems im Norden. In dem bereits ab dem 2. Jahrhundert blühenden Kafr Nabu, 2,5 Kilometer nördlich, gibt es eine Tempelruine aus römischer Zeit. Fafertin mit der frühesten Kirche Westsyriens liegt fünf Kilometer südlich, Kalota mit einer der spätesten Kirchen liegt vier Kilometer östlich.
In der Umgebung von Burj Haidar gedeihen wie bereits in antiker Zeit hauptsächlich Olivenbäume; innerhalb des Ortes wird auf kleinen Parzellen zwischen Lesesteinmauern Gemüse angepflanzt.

## Ortsbild
Der Name Kapropera wurde 298 n. Chr. erstmals erwähnt. Von einigen zweigeschossigen Wohngebäuden (Residenzen) aus Kalksteinquadern sind noch die Außenwände bis zum Giebel erhalten. Die Ruinen sind teilweise modern verbaut und schlecht zugänglich. Die recht kleine Siedlung besaß vier Kirchengebäude, von denen im Zentrum des heutigen Ortes die Westbasilika aus dem 4. Jahrhundert als einer der frühesten Kirchenbauten am bedeutendsten ist. 
Am östlichen Ortsrand steht nördlich der Straße die Ruine einer einschiffigen Kapelle aus dem 6. Jahrhundert mit rechteckig hervorspringender Apsis an der Ostwand, deren Außenmauern fast vollständig erhalten sind. Die Rundbogenfenster sind durch ein waagrechtes Gesimsband miteinander verbunden, das sich an den Enden zu Voluten aufrollt. Das Gebäude gehörte zu einem Kloster; von einer angrenzenden Basilika und den Wohnquartieren der Mönche blieben nur noch geringe Reste. Die Ostbasilika aus dem 5. oder 6. Jahrhundert besaß eine hufeisenförmige Apsis. Es gab noch eine einschiffige Kirche aus dem 6. Jahrhundert.
100 Meter nördlich der Westbasilika blieb ein quadratischer Turm bis zu einer Höhe von drei oder vier Stockwerken erhalten. Er könnte wie die Türme in anderen Orten der Region (Refade) als Rückzugsort für Einsiedler oder Mönche gedient haben. Am Westrand des Dorfes hatte ein größeres Gebäude eine Funktion als Andron oder Herberge. In der Nachbarschaft lagen zwei weitere einschiffige Kirchen, von denen mindestens eine zu einem Kloster gehörte. 

### Westbasilika

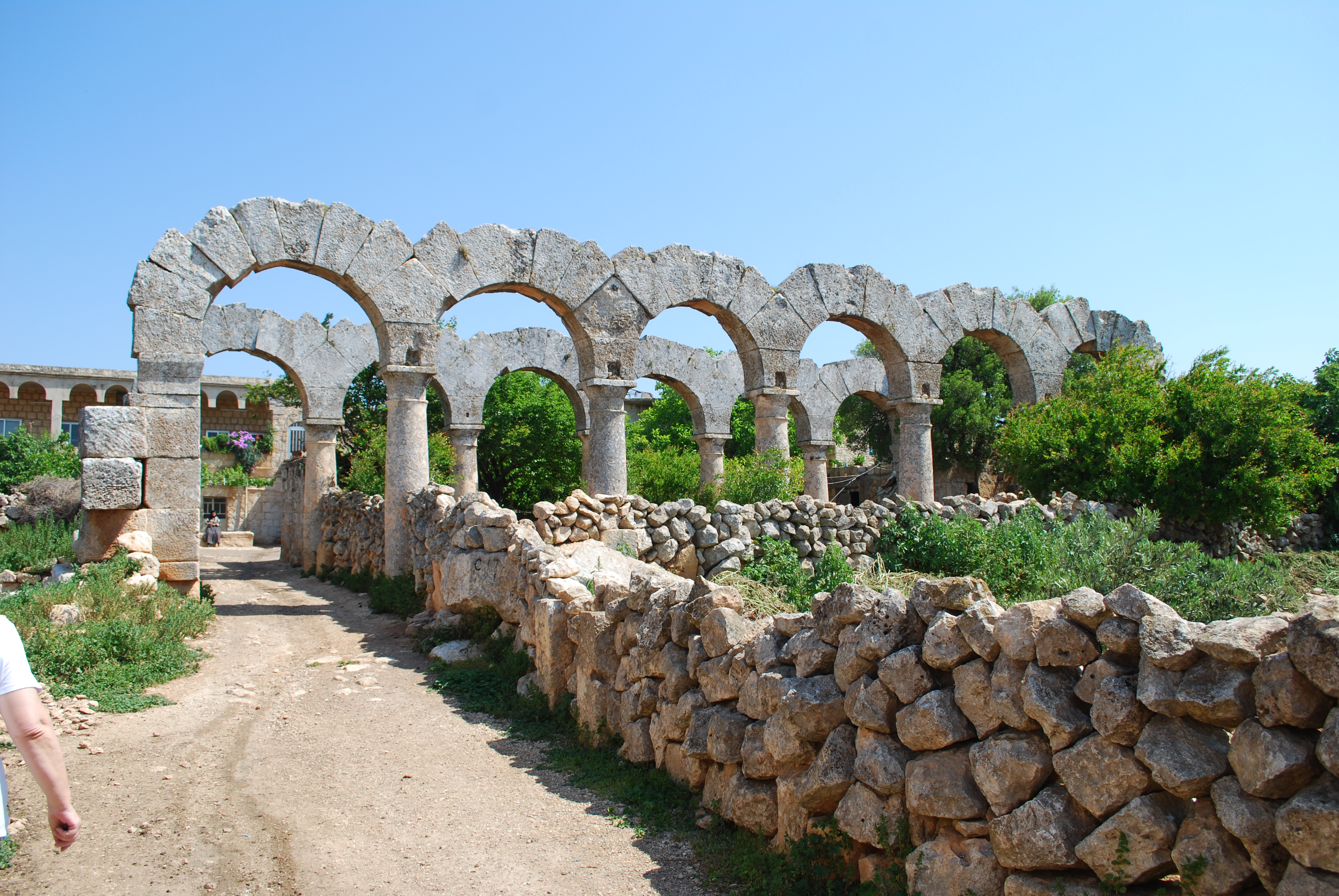
Westbasilika. Säulenreihen des Kirchenschiffs von Süden, 2004

Die Basilika aus dem 4. Jahrhundert wurde 1905 von Howard Crosby Butler beschrieben und gründlicher von George Tchalenko 1941 und 1969 untersucht. Es war eine dreischiffige Säulenarkadenbasilika mit sechs Jochen jeweils an den Hochwänden des Mittelschiffs. Die Säulenarkaden stehen aufrecht, ebenso die Pfeilervorlagen an der Ost- und Westseite. Alle Säulen tragen einfache dorische Kapitelle. Die Kirche liegt innerhalb eines Gemüsegartens zwischen Dorfhäusern eingeklemmt, ihre Außenwände sind fast gänzlich verschwunden. Die halbrunde Apsis innerhalb der geraden Ostwand war von später angebauten, seitlichen Nebenräumen umgeben, der südliche Raum diente ab dem 5. Jahrhundert als Martyrion (Reliquienkammer, auch Prothesis).
Es gibt zwei noch aufrecht stehende Eingangstüren in der ansonsten abgetragenen südlichen Längswand, die West- und Nordwand war geschlossen. Die Seitengewände der Türen bestehen aus einem oder zwei Steinblöcken, die unprofiliert und schmucklos sind. Der Sturz der östlichen Tür ist unten mit einem glatten Friesband, darüber mit Rundstab und Hohlkehle gegliedert. Auf dem Sturz der westlichen Tür befindet sich eine Inschrift.
Die enge Säulenstellung, die geringe Höhe der Mittelschiffwände und die archaische Formgebung sind Zeichen, dass lokale Handwerker für den Bau verantwortlich waren, die wenig Erfahrung mit der Konstruktion von Säulenarkaden besaßen. Für die Datierung ins 4. Jahrhundert spricht die geringe Tiefe der Apsis und die bis auf die beiden südlichen Eingänge geschlossenen Außenwände.